# 阿萊Alexa

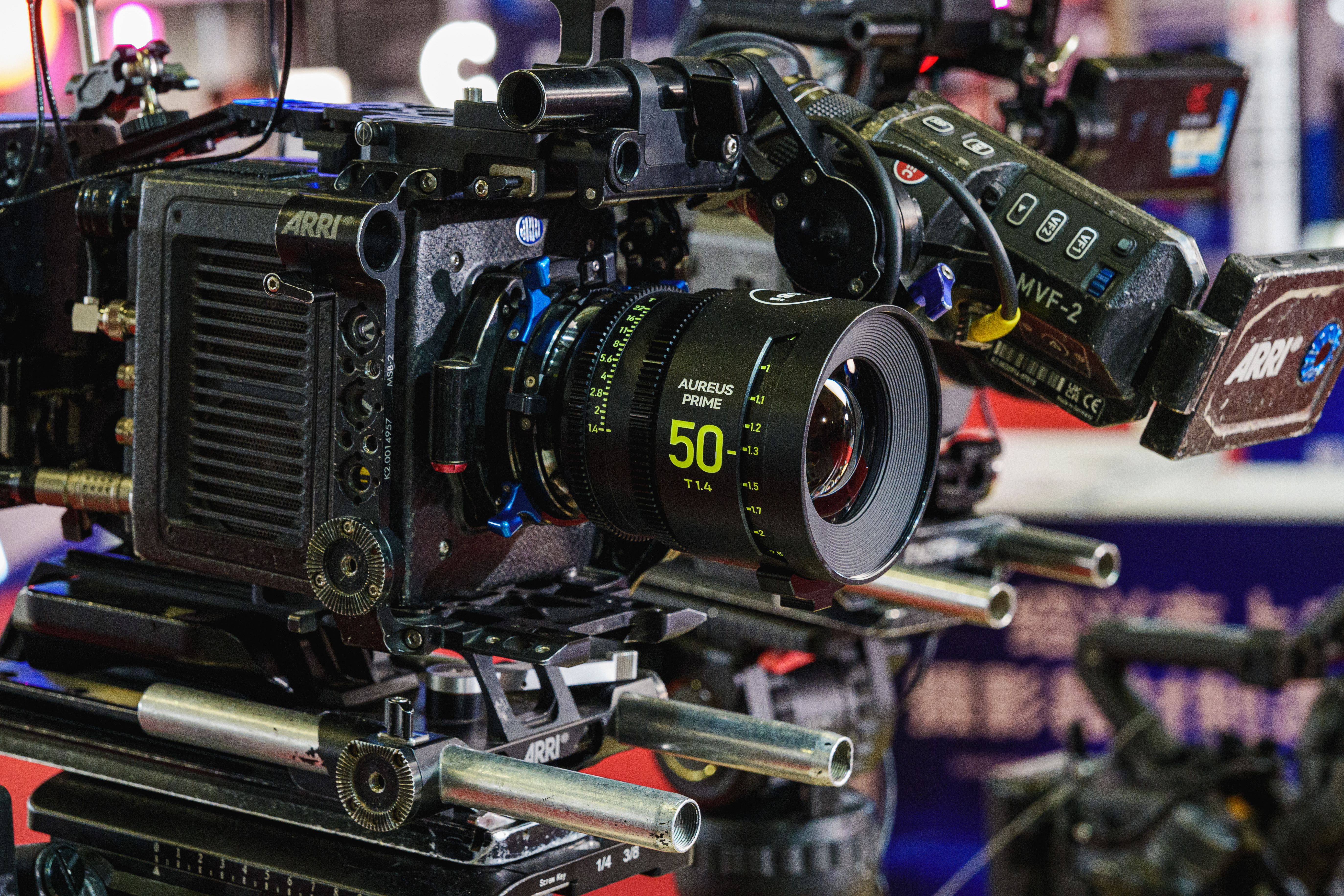
Alexa Mini LF

阿萊Alexa（Arri Alexa，中文有譯為「艾麗莎」）為德國公司阿萊於2010年4月發表的底片風格式數碼電影攝影機系統。Alexa代表着阿萊於Arriflex D-20及D-21取得成功後，過渡至數碼電影攝影市場的里程碑。它提供了Super 35片幅的CMOS感光元件，可以2880 x 2160像素的解析度拍攝，直接使用Arri PL接環的鏡頭 。
Alexa攝影機被應用在高成本電影、以及電視和廣告製作，作為阿萊回應業界對Red One數碼攝影機，以及如Sony CineAlta HD、Panavision Genesis、Thomson Viper FilmStream等較低解像度的攝影機的廣泛採用，而開發的產品。Alexa使用的ALEV系列CMOS影像感應器由半導體公司安森美生產。

## 概覽

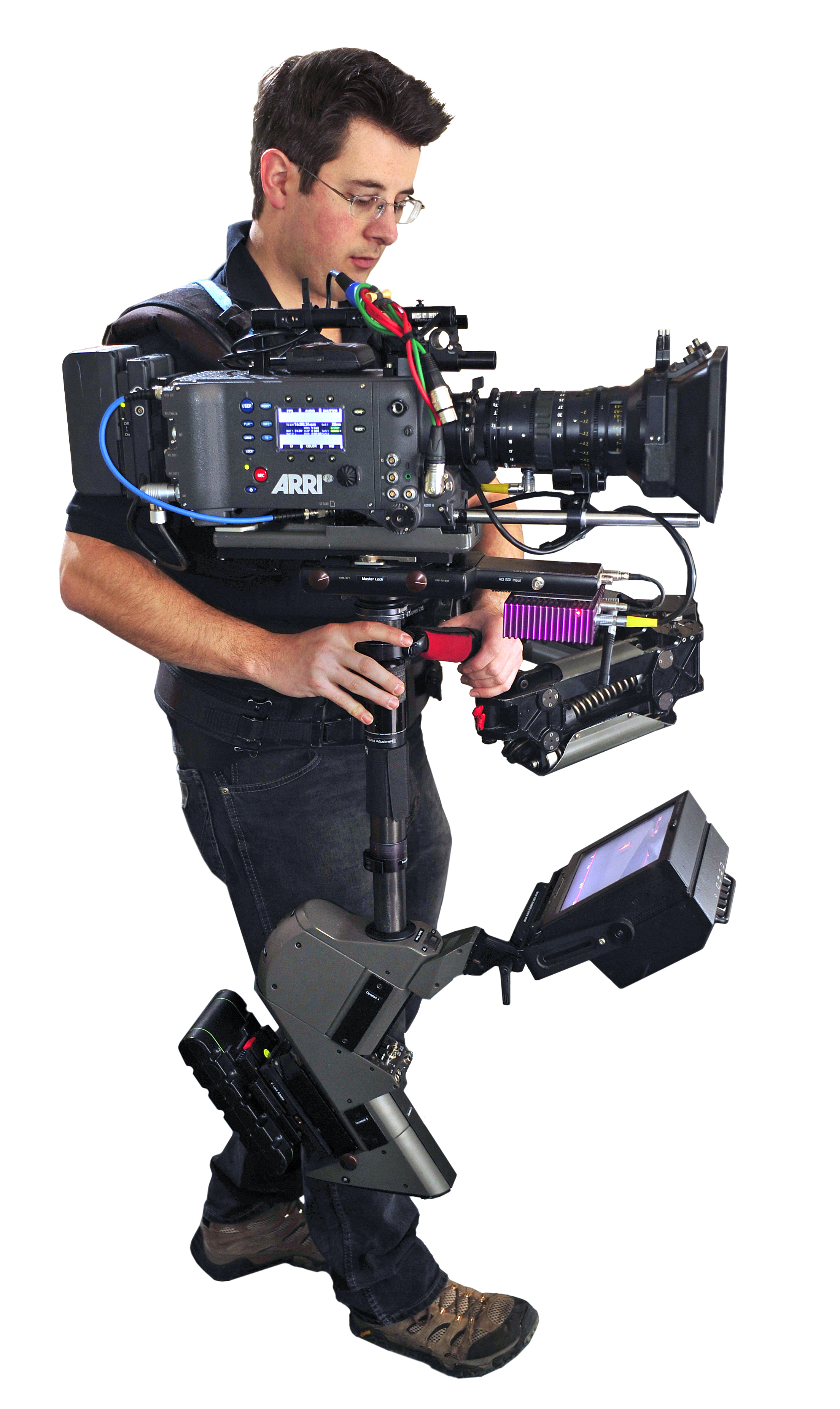
阿萊Alexa攝影機以Steadicam穩定器操作

Alexa攝影機配備了多種儲存模式，包括SxS、CFast 2.0記憶卡及SXR固態硬碟，容許以ProRes、ARRIRAW等編碼，記錄Rec709或Log-C伽碼的3424 × 2202解像度的影像。另外阿萊在早期Alexa型號提供付費形式，讓購買者購入金鑰，啟用以DNxHD編碼、120 fps高速拍攝、Open Gate（全幅）4:3感應器模式等功能。

## 型號
目前Alexa攝影機型號經歷多年擴展如下：

### Alexa
為系列中第一部型號，於2010年4月發表，現時又名Alexa Classic。攝影機配備Super 35格式面積的ALEV CMOS影像感應器，解像度為2.8K及原生感光度ISO 800，以記錄高7級過曝及低7級欠曝的動態範圍。攝影機提供Rec.709及Log-C兩種色彩空間模式記錄選項，令後者可以完全記錄整個動態範圍，以作進階的色彩調整後期製作。

### Alexa Plus（4:3）

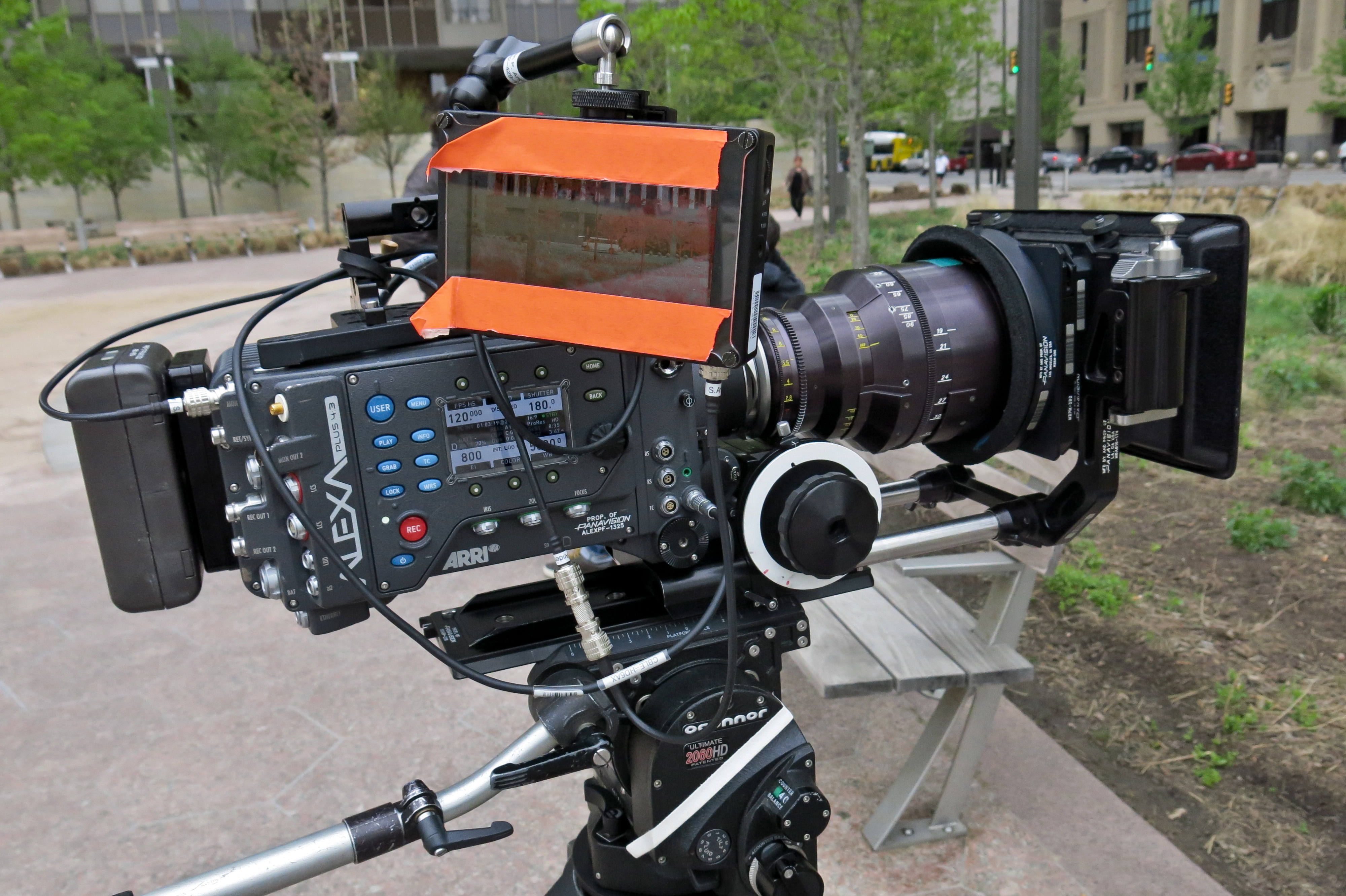
Alexa Plus 4:3

ALEXA Plus加入了整合型無線遙控系統、鏡頭資訊接點 (LDS)、附加輸出接口、3D鏡頭同步，及內建位置及動態感應器。ALEXA Plus 4:3除了原本功能外，提供了4:3影像感應器以可用變形鏡頭攝影。

### Alexa M
Alexa M將影像及處理元件分離，提供細小、輕量的特點，用在3D支架或細小拍攝環境。
其型號定位於2015年被Alexa Mini取代，但阿萊也製作了特別版本Alexa SXT M，以作拍攝電影《雙子任務：疊影危機》。

### Alexa Studio
Alexa Studio提供光學式接目鏡、機械式快門，以及4:3影像感應器，可用變形鏡頭攝影。

### Alexa XT
2013年2月，ALEXA系列開發了後繼系列ALEXA XT（為"Xtended Technology"的縮寫），以英國Codex公司共同開發的XR記錄模組取代SxS記憶卡模組，以毋需外置記錄器來提供高速內建式RAW影像記錄。該XR記錄模組採用SSD硬碟作記錄媒體。XT系列提供了Alexa XT、Alexa XT M、the Alexa XT Plus、the Alexa XT Studio以及Alexa Fiber Remote（光纖遙控）。原先機種亦可升級替換XR模組。此外，XT系列亦提供內置式ND減光鏡功能及較寧靜的散熱風扇。

### Alexa 65
2014年9月21日，阿萊於慕尼黑Cinec影視器材展覽中，正式發表Alexa 65，配備65毫米底片面積的6K解像度感應器。與競爭對手Panavison一樣，目前Alexa 65僅作租賃形式流通，由Arri Rental公司提供租賃。Alexa 65的感應器以三枚ALEV合成的A3X CMOS晶片生成。
Alexa 65第一部被採用拍攝的作品為電影《職業特工隊：叛逆帝國》作水中場景拍攝。另外在《復仇勇者》中約40%的場景亦以本機拍攝。
2015年5月，漫威工作室宣佈以Alexa 65的特製版本Alexa IMAX，作全編拍攝《復仇者聯盟3：無限之戰》及《復仇者聯盟4：終局之戰》。而之前亦以同樣型號拍攝了《美國隊長3：英雄內戰》的部份場景。

### Alexa Mini
2015年2月24日，阿萊正式發表小型體積機身的Alexa Mini，與其他Alexa型號使用同一片ALEV感應器。以CFast 2.0記憶片機內記錄ARRIRAW影像，另有提供200 fps高速率拍攝、4K升頻拍攝等功能。
Alexa Mini被視作回應相似機身體積的Red DSMC系列，另外亦取代了同公司Alexa M型號的定位。

### Alexa SXT
2015年3月18日，阿萊正式發表Alexa SXT系列，支援機內4K升頻記錄ProRes影像，以及Rec. 2020色彩空間。與上一代XT系列相似，XT、XT Plus、XT Studio可以以SXR模組安裝方式作升級。

### Alexa LF
2018年2月2日，阿萊於英國BSC Expo展覽中正式發表Alexa LF，解像度為4.5K，感應器以兩枚ALEV-III合成的A2X組成，面積相等於135底片格式。於Open Gate模式下可記錄4448 × 3096像素。

### Alexa Mini LF
2019年2月28日，阿萊正式發表Alexa Mini LF，使用了與Alexa LF相同的感應器及Alexa Mini相同的機身體積，亦更新了觀景器MVF-2。Alexa Mini LF採用了全新的Codex記錄模組，支援同社最高1 TB容量的固態硬碟作機內拍攝。 此型號亦是阿萊在2019年冠狀病毒疫症前最高銷量的產品。

### Alexa 35
2022年5月31日，阿萊正式發表Alexa 35。機身套用了全新設計的超35面積的ALEV 4感應器，為Alexa產品線於2010年首次面世以來的第二代感應器。其面積為27.99 × 19.22毫米，可收錄4608 × 3164像素的解像度和17級的動態範圍。亦是首部Alexa型號可以以全感應器高度收錄原生4K變形闊銀幕鏡頭影像。

## 感光元件
Alexa的ALEV III感光元件擁有3392 × 2200像素，一般情況下在Studio、M、4:3及XT系列型號，會以2880 × 2160像素產生影像，其額外像素則用作校正之用。另外在XT系列型號下，提供Open Gate模式全數像素收錄。
Alexa 65使用的A3X感光元件，擁有54.12 × 25.59毫米的面積，解像度在Open Gate模式下高達6560×3102像素。
Alexa LF及Alexa Mini LF使用的A2X感光元件，則擁有36.70 × 25.54毫米的面積，解像度在Open Gate模式下高達4448 × 3096像素。
Alexa 35使用第二世代的ALEV 4感光元件，面積為27.99 × 19.22毫米，收錄解像度為4608 × 3164像素的和17級的動態範圍。

## 記錄媒體
阿萊Alexa可以以SxS記憶卡，或其他外置裝置記錄影像。於SUP韌體7.0版本起，開始提供2K解像度的ProRes 4444收錄模式，記錄在SxS記憶卡中（以前只提供1080解像度）。

## ARRIRAW
ARRIRAW為RAW編碼，類似Cinema DNG容器方式，直接記錄原生的拜爾感應器資訊，早期型號可以用T-link方式傳至如Codex Digital等外接裝置記錄。XT系列開始（以至目前的Alexa 35），則以內置Codex Capture Drive及Compact Drive SSD硬盤直接記錄影像。而Alexa Mini則採用CFast 2.0記憶片作儲存媒體。
而ARRIRAW檔案更可藉着Codex的高密度編碼（High-Density Encoding，HDE），將檔案大小無損壓縮約50%左右，以提高儲存效率。

## 業界反應
截至目前為止，阿萊Alexa已經相繼被多位電影攝影師採用。第一部採用阿萊Alexa拍攝的電影為2011年羅倫·艾默烈治執導的Anonymous。
香港電影方面，《聽風者》、《大上海》及《血滴子》亦採用阿萊Alexa拍攝。

## 外部連結
- 官方網站 （页面存档备份，存于）